# Приречное (Зерендинский район)
Приречное (каз. Приречное) — село в Зерендинском районе Акмолинской области Казахстана. Административный центр Приреченского сельского округа. Код КАТО — 115653100.

## География
Село расположено на берегу реки Шагалалы, на центре района, в 26 км на север от центра района села Зеренда, и в 27 км на юге от центра области города Кокшетау

### Улицы[2]
- ул. Достык,
- ул. Енбекшилер,
- ул. Жана,
- ул. Жастар,
- ул. Мектеп,
- ул. Орталык.

### Ближайшие населённые пункты
- село Павловка в 4 км на юге,
- село Шагалалы в 5 км на северо-востоке,
- село Еленовка в 17 км на северо-западе.

## Население
В 1989 году население села составляло 1054 человек (из них русских 49 %, немцев 20 %).
В 1999 году население села составляло 940 человек (459 мужчин и 481 женщина). По данным переписи 2009 года, в селе проживало 776 человек (382 мужчины и 394 женщины).
В годы СССР (1960-80 годы) население села было около 1500 чел.
| Численность населения | Численность населения | Численность населения |
| 1989                  | 1999                  | 2009                  |
| --------------------- | --------------------- | --------------------- |
| 1054                  | ↘940                  | ↘776                  |
| 2025                  |                       |                       |
| ↘744                  |                       |                       |

## История
Село основано в 1908 году в Кокчетавском уезде как переселенческий участок Приреченский на левом берегу реки Чаглинки. Земли было нарезано на 945 душ из расчета по 11 десятин на каждую. Позже было организовано сельское общество Чутово. Волостной центр был в 10 верстах в селе Павловском.
На месте села Приречное Зерендинского района Акмолинской области в 1930 году на левом берегу реки Чаглинка, между селами Павловка и Чаглинка, была образована колония № 14, отделение № 3 НКВД для политических заключённых из западных районов СССР.
Старожилы села рассказывают, что дома-полуземлянки служащих колонии строились на правом берегу, а на работу ходили в колонию на левый берег. Население состояло из 100 че-ловек сотрудников колонии, обслуживающего персонала и трех тысяч заключённых на срок от одного года до 25 лет.
Долгое время почти в центре села возвышался каменный карцер, туда никто не хотел заходить. Одна из старожилов села, рассказывала, что все стены и пол в этом помещении были пропитаны кровью заключённых. Потом карцер снесли, сравняли с землей.
В колонии все делали для себя сами, были электростанция, гараж, коровник, пекарня, швейная мастерская, ясли и начальная школа. В 1941 году под руководством одного из заключённых, Георгия Яковлевича Гиленко, была построена ветряная мельница. Все считали, что его осудили специально, чтобы он построил мельницу.
После войны заключённых в колонии стало намного больше, сюда стали отправлять не только политических, но и осужденных за уголовные преступления, за сотрудничество с оккупантами…
Хоронили заключённых тут же, в общих рвах, которые стали братскими могилами без указания имен или номеров. За все время существования колонии было три места захоронения заключённых. Самые ранние братские могилы 30-х годов расположены на правом берегу р. Чаглинка, точное местонахождение пока установить не удалось. Второе захоронение сейчас находится на территории села вдоль дороги, самые поздние братские могилы расположены в западной части местного православного кладбища.
В 1953 году, после смерти Сталина, колонию расформировали. На месте лагерного хозяйства было создано село Приречное. Остались здесь жить и бывшие заключённые, и бывшие сотрудники колонии. Их потомки живут в селе. В селе также живут дети, внуки заключённых, которые остались здесь «под комендатурой». За годы войны население увеличилось за счет депортированных — немцев, ингушей, литовцев, белорусов, латышей, украинцев, поляков.
- Примечания

1. ↑  База КАТО. Агентство Республики Казахстан по статистике. Дата обращения: 16 февраля 2013. Архивировано 27 сентября 2013 года.
2. ↑  Новые почтовые индексы АУЛ(СЕЛО) ПРИРЕЧНОЕ, РАЙОН ЗЕРЕНДИНСКИЙ, Казахстан. Поиск индекса по адресу. bizgid.kz. Дата обращения: 5 апреля 2022.
3. ↑  Итоги Всесоюзной переписи населения 1989 года по Казахской ССР. Том 3 (недоступная ссылка — история). Дата обращения: 5 апреля 2022.
4. 1 2  Итоги Национальной переписи населения Республики Казахстан 2009 года. Агентство Республики Казахстан по статистике. Архивировано 13 мая 2013 года.

[[Категория:Населённые пункты Зерендинского района]